# Титаномагнетит
Тита̀номагнети́т — магнитный железняк, в котором часть железа замещена окислами титана.
Титаномагнетит входит в серию твёрдых растворов, состоящую из магнетита (Fe3O4) — ульвёшпинели (Fe2TiO4) — магнезиальной ульвёшпинели (Mg2TiO4). Встречается и титаномагнетит в виде магнетита с включениями ульвёшпинели и ильменита и продуктов их замещения: рутила, брукита, перовскита. В составе минерала в качестве примесей содержатся ванадий, марганец, алюминий, германий[уточнить]. В природе встречается в виде зернистых агрегатов, масс, окрашенных в чёрный цвет, реже — в форме октаэдрических кристаллов.

## Свойства
Твёрдость по минералогической шкале — 5-5,5, плотность 4800-5300 кг/м3.
В отличие от ульвёшпинели, титаномагнетит — ферримагнетик.
В зависимости от состава наблюдаются две точки Кюри: 0—100 °C (почти-ульвёшпинель, до 20 % Fe3O4), 500—570 °C (почти-магнетит, до 10 % Fe2TiO4).

## Использование
Месторождения титаномагнетита используются для извлечения железа, титана, ванадия. Свойство самообращения остаточной намагниченности в процессе распада применяется при исследовании палеомагнетизма.